# Żebrak (powiat siedlecki)
Żebrak – wieś w Polsce położona w województwie mazowieckim, w powiecie siedleckim, w gminie Skórzec. Ma status sołectwa. 
| SIMC    | Nazwa     | Rodzaj    |
| ------- | --------- | --------- |
| 1056190 | Czelustki | część wsi |

Wierni Kościoła rzymskokatolickiego należą do parafii św. Andrzeja Boboli w Rudzie Wolińskiej.
Wieś szlachecka  położona była w drugiej połowie XVI wieku w powiecie garwolińskim  ziemi czerskiej województwa mazowieckiego. W latach 1975–1998 miejscowość administracyjnie należała do województwa siedleckiego.
W tej miejscowości 8 lutego 1787 urodził się Jan Zygmunt Skrzynecki.
We wsi działa założona w 1968 roku jednostka ochotniczej straży pożarnej. Jednostka posiada samochód gaśniczy GBA 3,3/16 Star 266.